# Földes Ferenc (filozófus)
Földes Ferenc (Beszterce, 1910. március 16. – Ukrajna, 1943. január 13.) magyar nyelvtanár, filozófus, író.

## Élete
Apja dr. Földes Imre hivatalnok, majd kereskedő. Anyja Lusztig Ilona (1884–1944) tanítónő. 1920 és 1928 között Budapesten, a Markó utcai reáliskolában tanult, majd 1928 és 1932 között a párizsi Sorbonne egyetemen és a bolognai egyetemen tanult filozófiát. 1932-ben hazatért Budapestre, és részt vett a baloldali szervezetek munkájában, emiatt négy hónap fogházbüntetésre ítélték.
1934-ben feleségül vette Sándor Veronikát. Egy ideig nyelvtanításból éltek szerény anyagi körülmények között, albérletben. Földes 1938-ban ismét Bolognába ment, befejezte tanulmányait, és megszerezte filozófiából a doktori címet. 1939-ben újra Párizsban tartózkodott, de a háború kitörésekor visszatért Magyarországra. Itthon cikkei jelentek meg 1939 és 1941 között a Kelet Népe, a Korunk, Az Ország Útja című folyóiratokban és a Népszavában. Fő műve, a Munkásság és a parasztság kulturális helyzete Magyarországon a Cserépfalvi Kiadó gondozásában jelent meg 1941-ben.
1941–42-ben részt vett a Magyar Történelmi Emlékbizottság szervezésében és munkájában. Az 1942. március 15-i tüntetés egyik szervezője volt. 1942 áprilisában behívták munkaszolgálatra, és kivezényelték az orosz frontra, ahol sokat segített bajtársainak, a csüggedőknek, sebesülteknek.
1943. január 13-án eltűnt a keleti fronton (a Szovjetunióban), az urivi áttörés során, amikor a Vörös Hadsereg megtámadta és felőrölte a Magyar Királyi 2. honvéd hadsereget.

## Művei

### Publikációk, írások, cikkek
- Könyvismertetés egy regényről (A regény: Paul Nizan La Conspiration című műve.) (Üzenet, 1939)
- A rasszizmus ideológiai szerepei (Korunk, 1939)
- 1789 és a gondolkodás (Korunk, 1939)
- Forradalom és filozófia (Üzenet, 1939)
- A földmunkásság a középfokú iskolákban (Kelet Népe, 1940)
- Földmunkások a főiskolákon (Kelet Népe, 1940)
- A munkásság és a kultúra Ipari munkások a középfokú iskolákban (Kelet Népe, 1940)
- Iparostanonc oktatás Magyarországon (Kelet Népe, 1940)
- Munkásgyerekek a főiskolákon (Népszava, 1941)
- Jobbágyfiúk Bethlen Gábor kollégiumában (Az Ország Útja, 1941)
- A képviselők és a képviseltek osztályaránya (Az Ország Útja, 1941)
- Lakásmonopólium és telekmonopólium (Az Ország Útja, 1941)
- Mennyit költenek a magyar városok kultúrára? (Kelet Népe, 1941)
- Rákóczi (Népszava, 1941)

### Fő műve
- Munkásság és parasztság kulturális helyzete Magyarországon (Cserépfalvi Kiadó, 1941)

## Emlékezete
Nevét viseli a miskolci Földes Ferenc Gimnázium (1953 óta). A városban korábban utca is viselte a nevét, de a 2010-es években visszakapta régi nevét (Lonovics József).
Budapesten, a Fiumei úti sírkertben szerepel a neve az 1958-ban létrehozott Munkásmozgalmi Panteon negyedik pilonján.